# Damián Álvarez
Damián Ariel Álvarez (Morón, 21 de mayo de 1979) es un exfutbolista argentino nacionalizado mexicano que jugó por última vez en la Liga MX para el equipo de México Tigres de la UANL.
Álvarez se desempeñaba en la posición de puntero izquierdo, y era reconocido por su gambeta y velocidad al controlar y conducir el balón. Jugador diestro, su principal cualidad era desbordar y enganchar hacia la derecha para centrar a los atacantes o disparar a gol.[cita requerida]
En el 2012 recibe su carta de naturalización como mexicano y el 23 de febrero de ese año es convocado para jugar con la selección de México.[cita requerida]

## Trayectoria

### River Plate, Reggina y Morelia
Futbolista surgido de las inferiores de River Plate. Tuvo poca participación hasta que en 2001 fue a Cobreloa y el 2002 fue transferido a préstamo al Reggina Calcio de Italia para después volver a River.
Llega a México en el 2003 comprado por el Monarcas Morelia, donde mostró todo su potencial y logró consolidarse como titular. Su primer gol en la Primera División de México se dio en la jornada 6 del Clausura 2003 en la goleada del Morelia al Puebla en el Estadio Cuauhtémoc. Con el Morelia lograría en su primer torneo llegar a la final contra el Monterrey. Su mejor torneo fue el Clausura 2005 donde anotó 6 goles en 21 partidos, de los cuales 15 fueron completos.

### Pachuca
Después de casi 4 años de éxito en Morelia, pasa en el Draft del 2006 como uno de los jugadores más caros al Pachuca, donde siguió con buenas actuaciones. En el Clausura 2007 fue campeón de la Liga por primera vez tras vencer al América por un marcador de 3-2, además de conseguir a nivel internacional la Copa Sudamericana 2006, la SuperLiga Norteamericana 2007 y la Copa de Campeones de la CONCACAF en tres ocasiones: 2007, 2008 y 2010.
Participó en dos Mundiales de Clubes (2007 y 2008), donde anotó un gol contra el Al-Ahly de Egipto en tiempo extra para darle el pase a semifinales a los Tuzos, que posteriormente perderían ante la Liga de Quito.

### Tigres UANL
En el Draft del 2010, Álvarez pasó a los Tigres de la UANL. Tuvo un rol clave en el superliderato del Clausura 2011 y posteriormente en el campeonato del Apertura 2011. La delantera de los Tigres, conformada por Damián como extremo izquierdo, Danilinho como extremo derecho, Lucas Lobos en la función de enganche y Héctor Mancilla como centro delantero, se ganó el mote de "Los cuatro fantásticos" en México.
El sábado 16 de junio de 2012 Álvarez fue convocado por Ricardo Ferretti para jugar con las "Estrellas de México" en el partido a llevarse a cabo en Cancún contra las "Estrellas de América" (entre ellas Lionel Messi) dirigidas por Dunga. Damián anotó un gol y jugó junto a sus compañeros de Tigres, Lucas Lobos y Hugo Ayala.
El 14 de diciembre de 2014 Álvarez, junto con Nahuel Guzmán y Hernán Darío Burbano, fue expulsado en el partido de vuelta de la final por el título del Apertura 2014 ante el América en el Estadio Azteca. En un partido de polémico arbitraje, Tigres lo perdió por 3-0 tras una victoria de 1-0 en la ida en el Estadio Universitario de Nuevo León, cayendo en el global 3-1.
Tigres finalizó el Apertura 2014 como segundo lugar general, tras una victoria sobre el Toluca con gol de Damián, por lo que el equipo accedió a la Copa Libertadores 2015. Con buenas actuaciones de Álvarez, Tigres llegó a la final de la Copa contra River Plate. Tigres cayó ante el cuadro argentino por 3-0 en Buenos Aires, tras un empate a ceros en Nuevo León.
El 13 de diciembre de 2015 consiguió su cuarto título de liga, el segundo de Damián con el equipo. Álvarez fue jugador clave en la liguilla. En el partido de ida contra los Jaguares de Chiapas, anotó el segundo gol en la victoria de 2-1, y en el partido de vuelta de la semifinal contra Toluca, dio la asistencia a Javier Aquino para el 1-0 y anotó el 2-0 definitivo, rematando de cabeza tras un centro de André-Pierre Gignac.
Para el año 2016, vuelve a levantar dos títulos más con el conjunto universitario, primero coronándose ante Pachuca por el Campeón de Campeones 2015-16 con marcador de 1-0 con gol de su compatriota Ismael Sosa, que recién fichaba para el club. Posteriormente, ganó una liga más, la quinta para el equipo y la tercera en su cuenta con el equipo. Esta vez fue ante el América por marcador de 3-0 en tanda de penales tras un fatídico 2-2 global, siendo él quien inició la jugada que a la postre fue el gol del milagro de Jesús Dueñas y por el que mandaría a penales el partido.
El 10 de diciembre de 2017 Tigres consiguió el campeonato más importante de su historia: el trofeo de la Liga MX en calidad de visitante frente al acérrimo rival Monterrey en la cancha del Estadio BBVA Bancomer. A pesar de que Álvarez no tuvo minutos en la final, el capitán Juninho le colocó su gafete de capitán y Damián fue el encargado de levantar el trofeo. El 22 de diciembre de 2017 Damián anuncia su retiro oficial del fútbol profesional. Así, Álvarez se convirtió en el jugador de Tigres con más títulos conseguidos en la institución: cuatro campeonatos de Liga, un título de Copa y dos trofeos de Campeón de Campeones.

## Selección nacional
Tras adquirir la nacionalidad mexicana, Damián es llamado a la selección mexicana por el director Técnico José Manuel de la Torre. El debut de Damián con el combinado nacional se dio el 29 de febrero de 2012 en un partido amistoso frente a Colombia celebrado en la ciudad norteamericana de Miami.
El 10 de agosto de 2013 regresa a la selección mexicana para el amistoso contra Costa de Marfil, tras tener una gran actuación con los Tigres de la UANL y un año de no ser convocado. No consiguió debutar de manera oficial con México. 
| Selección | PJ | Goles | Periodo   |
| --------- | -- | ----- | --------- |
| México    | 2  | 0     | 2012-2013 |

## Clubes
| Club                | País                | Año                 | Partidos | Goles |
| ------------------- | ------------------- | ------------------- | -------- | ----- |
| River Plate         | Argentina           | 1998-2001           | 37       | 7     |
| → Reggina (cedido)  | Italia              | 2002                | 5        | 0     |
| River Plate         | Argentina           | 2002                | 17       | 3     |
| Monarcas Morelia    | México              | 2003-2006           | 118      | 23    |
| CF Pachuca          | México              | 2006-2010           | 177      | 32    |
| Tigres UANL         | México              | 2010-2017           | 235      | 30    |
| Total en su carrera | Total en su carrera | Total en su carrera | 569      | 95    |

## Vida personal
Damián está divorciado y tiene cuatro hijos nacidos en México: uno en Michoacán (Nicolás) y tres en Monterrey, Benjamín, Emma y Mauro. Se ha declarado fanático del rock argentino. Álvarez y su familia son aficionados de River Plate, equipo con el cual debutó como profesional y contra el que perdió la final de la Copa Libertadores 2015.

## Palmarés

### Títulos nacionales
| Título               | Club        | País      | Año    |
| -------------------- | ----------- | --------- | ------ |
| Primera División     | River Plate | Argentina | A-1999 |
| Primera División     | River Plate | Argentina | C-2000 |
| Liga MX              | CF Pachuca  | México    | C-2007 |
| Liga MX              | Tigres UANL | México    | A-2011 |
| Copa MX              | Tigres UANL | México    | 2014   |
| Liga MX              | Tigres UANL | México    | A-2015 |
| Campeón de Campeones | Tigres UANL | México    | 2016   |
| Liga MX              | Tigres UANL | México    | A-2016 |
| Campeón de Campeones | Tigres UANL | México    | 2017   |
| Liga MX              | Tigres UANL | México    | A-2017 |

### Títulos internacionales
| Título                           | Club       | País     | Año  |
| -------------------------------- | ---------- | -------- | ---- |
| Copa Sudamericana                | CF Pachuca | Santiago | 2006 |
| Copa de Campeones de la Concacaf | CF Pachuca | México   | 2007 |
| Copa de Campeones de la Concacaf | CF Pachuca | México   | 2008 |
| Copa de Campeones de la Concacaf | CF Pachuca | México   | 2010 |

### Distinciones individuales
| Distinción                             | Año  |
| -------------------------------------- | ---- |
| Once Ideal de la Liga MX Clausura 2015 | 2015 |